# Dvanáct do tuctu 2
Dvanáct do tuctu 2 (v anglickém originále Cheaper by the Dozen 2) je americký rodinný a komediální film z roku 2005. Film je sequelem filmu Dvanáct do tuctu. Režie se ujal Adam Shankman a scénáře Sam Harper. Hlavní role si zahráli  Steve Martin, Bonnie Hunt, Hilary Duff, Piper Perabo, Alyson Stoner, Tom Welling, Eugene Levy a Carmen Electra.

## Obsazení
- Steve Martin jako Tom Baker
- Bonnie Hunt jako Kate Baker
- Piper Perabo jako Nora Baker-McNulty
- Tom Welling as Charlie Baker
- Hilary Duff jako Lorraine Baker
- Kevin G. Schmidt jako Henry Baker
- Alyson Stoner jako Sarah Baker
- Jacob Smith jako Jake Baker
- Forrest Landis jako Mark Baker
- Morgan York jako Kimberly Baker
- Liliana Mumy jako Jessica Baker
- Blake Woodruff jako Mike Baker
- Shane Kinsman jako Nigel Baker
- Brent Kinsman jako Kyle Baker
- Jonathan Bennett jako Bud McNulty
- Eugene Levy jako Jimmy Murtaugh
- Carmen Electra jako Sarina Murtaugh
- Shawn Roberts jako Calvin Murtaugh
- Jaime King jako Anne Murtaugh
- Robbie Amell jako Daniel Murtaugh
- Melanie Tonello jako Becky Murtaugh
- Taylor Lautner jako Eliot Murtaugh
- Madison Fitzpatrick jako Robin Murtaugh
- Courtney Fitzpatrick jako Lisa Murtaugh
- Alexander Conti jako Kenneth Murtaugh
- Peter Keleghan jako Mike
- Ben Falcone a Kathryn Joosten jako patroni divadla
- režisér Adam Shankman jako šéfkuchař
- producent Shawn Levy jako nemocniční stážista.

## Přijetí

### Tržby
Film vydělal 82,5 milionů dolarů v Severní Americe a 46,6 milionů dolarů v ostatních oblastech, celkově tak vydělal 129,1  milionů dolarů po celém světě. Rozpočet filmu činil 60 milionů dolarů. Za první víkend docílil čtvrté nejvyšší návštěvnosti, kdy vydělal 9,3 milionů dolarů.

### Recenze
Na recenzní stránce Rotten Tomatoes získal z 93 započtených recenzí 6 procent. Na serveru Metacritic snímek získal z 24 recenzí 34 bodů ze sta. Na Česko-Slovenské filmové databázi snímek získal 49 procent.

### Ocenění a nominace
Film získal dvě nominace na cenu Zlatá malina a to v kategoriích: nejhorší herečka (Duff) a nejhorší herecký výkon ve vedlejší roli (Levy).